# Struve (Adelsgeschlecht)

Wappen

Die Familie Struve stammt ursprünglich aus Cramme (Fürstentum Braunschweig-Wolfenbüttel), wo noch im 20. Jahrhundert Nachkommen mit der Schreibvariante Strube Hofeigentümer waren. Das Geschlecht zergliederte sich in zahlreiche Linien. Eine dieser Linien war im 17. Jahrhundert in Magdeburg und Jena ansässig. Einige ihrer Nachfahren gehörten seit Ende des 18. Jahrhunderts zum russischen Dienstadel. Die Familie brachte eine Reihe bedeutender Juristen und Diplomaten sowie Mediziner und Apotheker hervor.
Die Familie ist nicht verwandt mit dem gleichnamigen Astronomengeschlecht (mit Vorfahren aus Schleswig-Holstein) um den durch den Struve-Bogen bekannten Friedrich Georg Wilhelm Struve, der 1831 ebenfalls in Russland geadelt wurde.

## Geschichte
Bereits 1282 trat ein Manegoldus Struve unter anderen milites (Rittern) als Zeuge auf, mit dabei Burgardus de Cramme. Dies war bei der Beurkundung von Salzverkäufen des Herzogs Otto II. von Braunschweig-Lüneburg aus der Lüneburger Saline. Derselbe Mangold Struve trat 1290 unter Lüneburgische von Adell als Zeuge einer Urkunde auf, die bekundet, dass das Domkapitel zu Verden Salz von Herzog Otto II. aus der Saline Lüneburg kauft. Jener Mangoldt Struve bezeugt noch 1294 eine Urkunde ähnlichen Inhalts. Ob und wie ein genealogischer Zusammenhang zu den im 16. Jahrhundert zu Burghof Cramme gesessenen Struve besteht, steht nicht fest.

### Krüdener-Struve
Durch kaiserlichen Ukas vom 26. Januar 1877 kam es zur Namensvereinigung derer von Krüdener mit den Struve, für die Kinder des Dr. med. Gustav von Krüdener (1829–1868) und der Johanna Moritz (* 1838; † 1915), wiedervermählte Struve, als Adoptivkinder ihres Stiefvaters. Diese Linie nannte sich fortan Krüdener-Struve. Das vereinigte Wappen von 1877, führt im Herzschild das Struve Wappen.

## Wappen

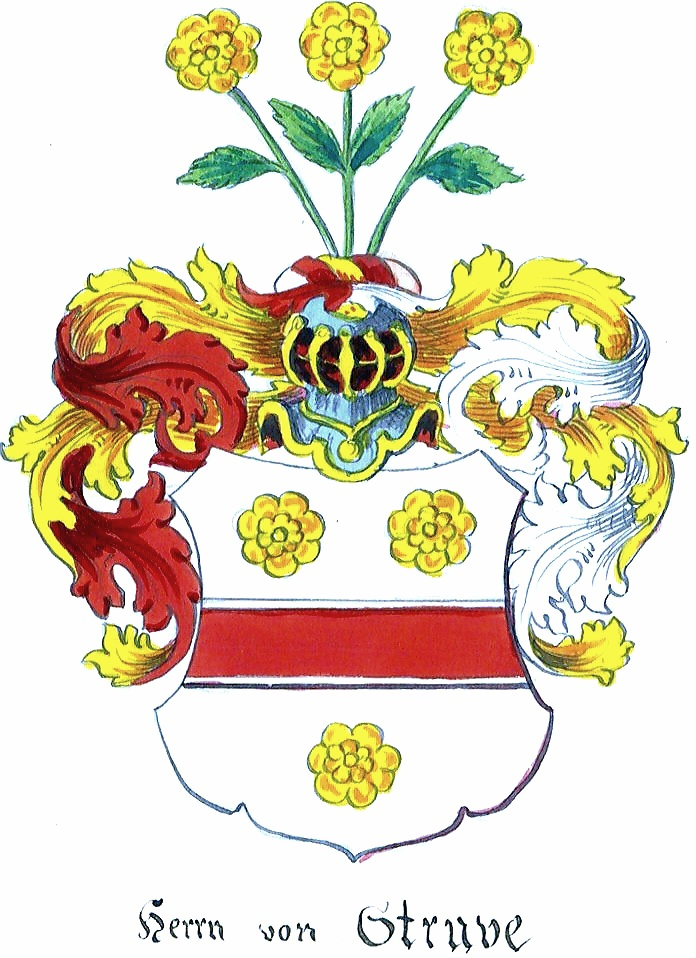
Wappen derer von Struve, Grafik um 1870 von Adalbert Král von Dobrá Voda
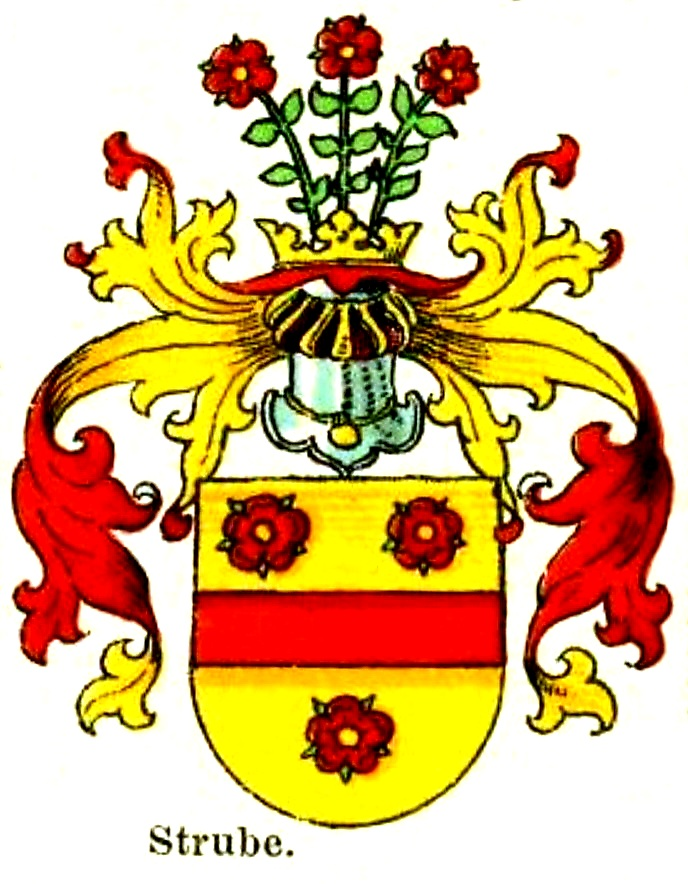
Wappen der Strube, Wappen in der Großen Wappensammlung um 1910
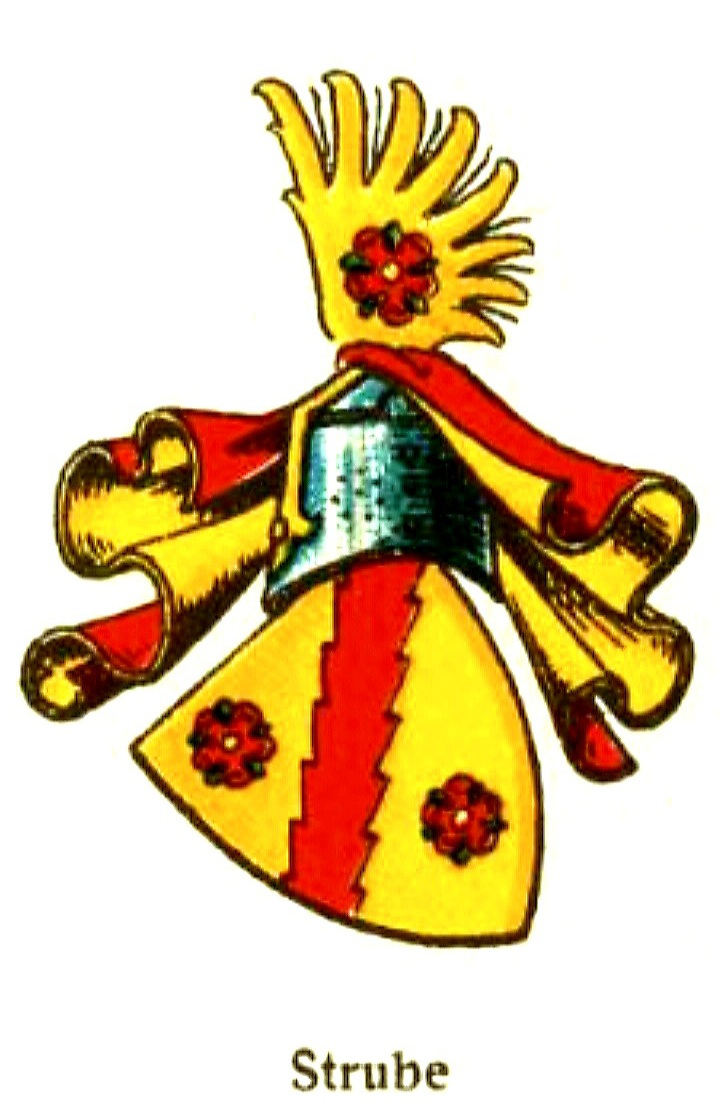
Wappen der Strube, Wappen in der Großen Wappensammlung um 1910, Grafik von Adolf Matthias Hildebrandt

Das Stammwappen Struve zeigt in Silber einen roten Balken, begleitet von drei (2:1) goldenen Rosen. Auf dem bekrönten oder stattdessen in den Deckenfarben bewulsteten Helm mit rot-goldenen Decken (oder rechts rot-goldenen, links silbern-goldenen Decken) drei fächerförmig gestellte goldene Rosen an grün beblätterten grünen Stängeln.
Daneben gibt es Wappendarstellungen mit goldenem Schild und roten Rosen, mit der Zuschreibung „Strube“, welche Schreibvariante der Stammvater des Geschlechts schon führte, ebenfalls mit Helmkrone, wie es ohne Adelsbrief neben uradligen Geschlechtern nur Patriziergeschlechter im Wappen führen, sowie ebenfalls mit der Zuschreibung „Strube“, in gotischer Wappendarstellung, was ein älteres Wappen vermuten lässt, allerdings mit verwandtem, ähnlichem Schildinhalt: in Gold ein beiderseits vielfach von oben eingekerbter roter Schräglinksbalken, oben und unten von je einer roten Rose begleitet. Auf dem Helm mit rot-goldenen Decken ein goldener Flug, belegt mit einer roten Rose.
Burcard Gotthilf Struve besiegelte am 4. November 1733 ein Schriftstück mit einem Wappen, das im Schild zwei Rosen über einem Balken zeigt. Auf dem Helm ebenfalls drei Rosen an beblätterten Stielen.

## Stammliste
1. Johannes (Hans) Struve (Strube; Straube) (* um 1560); urkundlich 1588, Freisasse auf Burghof Cramme;[5] ⚭ Margarete (Catharina) Bruegmann.
  1. Berthold/Bartholomäus (* 1587/88; † 1649/50), Jurist, Erbherr zu Wanzleben und erzbischöflicher Rat zu Magdeburg; ⚭ Anna Margaretha Brunner (* 1598/99; † 1669)[6]
    1. Georg Adam (* 1619; † 1692); deutscher Jurist; 1. ⚭ Anna Maria Richter; 2. ⚭ Susanna Brolich
      1. Burkhart Gotthelf (* 1671; † 1738); deutscher Universalgelehrter und Bibliothekar
      2. Friedrich Gottlob (* 1676; † 1752); 1. ⚭ Katharina Sophie Zulich; 2. ⚭ Johanne Dorothea Werner; 3. ⚭ Susanne Maria Luders
        1. Wilhelm Otto (* 1718; † 1791)
          1. Henri (* 1751; † 1826); Schweizer Chemiker und Mineraloge

        2. Anton Sebastian (1729–1802); erblicher Adelsstand des russischen Kaiserreichs; russischer Diplomat
          1. Catherina Elisabetha (* 1759; † 1838)
          2. Johann Christoph Gustav (1763–1828) ⚭ Friederike Freiin Hochstetter von Hohenstadt; russischer Diplomat
            1. Elise (* 1795; † 1844)
            2. Anton (* 1797; † 1846); russischer Kollegienrat und erster Gesandtschaftssekretär beim deutschen Bundestag in Frankfurt am Main
            3. Amand (* 1798; † 1867); russischer Hofrat und erster Gesandtschaftssekretär bei der Gesandtschaft in Bern
            4. Sophie (* 1801; † 1864)
            5. Georg Heinrich Christoph Franz (* 1802; † 1886); kaiserlich-königlicher Forstmeister in Gensionwo im Königreich Polen
              1. Amand Jegorowitsch (* 1835; † 1898); russischer Militäringenieur und Unternehmer

            6. Katharina (* 1803; † 1855)
            7. Gustav (* 1805; † 1870); deutscher Politiker, Rechtsanwalt, Publizist und Revolutionär 1848/1849; ⚭ Amalie Düsar
            8. Friederike (* 1807)
            9. Philippine (* 1809)
            10. Heinrich (* 1812; † 1898); Gutsbesitzer in Fröschen im Großherzogtum Posen; 1. ⚭ Stephanie von Borowsky; 2. ⚭ Wilhelmine Charlotte Margarete von Hochstetter
              1. Friedrich Wilhelm Amand (* 1838; † 1902)
              2. Louis Joseph (* 1839; † 1921)
              3. Sibilla (* 1840)
              4. Stephanie (* 1847)
              5. Konrad (* 1849; † 1923); Ingenieur in Rio De Janeiro
              6. Alexandrine Albertine (* 1853; † 1917)
              7. Sophie (* 1857; † 1909)
              8. Elisabeth Pauline Luise (* 1858; † 1911)

          3. Johann Georg (* 1766; † 1831); Diplomat in russischen Diensten
          4. Johann Christian (* 1768; † 1812)
          5. August Wilhelm (* 1770; † 1838)
          6. Heinrich Christian Gottfried (* 1772; † 1851); Diplomat in russischen Diensten und Mineraloge
            1. Therese (* 1804; † 1852); Schriftstellerin

          7. Albrecht (* 1774; † 1794)
          8. Philippine Rosina Elisabetha (* 1775; † 1819)

      3. Ernst Gotthold (* 1679; † 1759); königlich-preußischer Landphysikus der Kreise Uckermark und Stolp in Prenzlau
        1. Ernst Gotthold (* 1714; † 1743); deutscher Mediziner, Leibarzt von Elisabeth, Kaiserin von Russland
          1. Ernst Friedrich (1739–1806); deutscher Mediziner und Apotheker
            1. Friedrich Adolph August (* 1781; † 1840); deutscher Arzt und Apotheker, Mineralwasserfabrikant
              1. Gustav Adolph (* 1812; † 1889); deutscher Unternehmer, Apotheker und Stadtrat in Dresden, Mineralwasserfabrikant

        2. Friedrich Christian (* 1717; † 1780); deutscher Mediziner und Hochschullehrer
        3. Benjamin August (1721–1789); Erwerber der Struve-Apotheke
          1. Christian August (1767–1807); Mediziner und Apotheker in Görlitz
            1. Ernst Emil (* 1802; † 1878); Philologe, Lehrer, Sekretär der Oberlausitzischen Gesellschaft der Wissenschaft, Autor, Professor und Konrektor am Gymnasium in Görlitz

    2. Johann August († 1704)

Position in der Stammliste unklar:
- Otto August Struve (* 1784; † 1847); deutscher Verwaltungsbeamter und Sachbuchautor
- Gerhard Struve (* 1835; † 1904); Domänenpächter, Zuckerfabrikant und Mitglied des Deutschen Reichstags
- Tilman Struve (* 1938; † 2014); deutscher Historiker